# آدنوآکانتوما
آدنوآکانتوما (انگلیسی: Adenoacanthoma) بدخیمی سلول‌های سنگفرشی است که از سلول‌های بافت پوششی نشات می‌گیرد. این بدخیمی ممکن است در لایهٔ درونی رحم، دهان و روده بزرگ ایجاد شود.

## درمان
اگر حدود تومور به اندازهٔ کافی مشخص باشد، درمان اغلب شامل هیسترکتومی و پرتودرمانی است. البته مدیریت درمان ممکن است بسته به میزان گسترش تومور متفاوت باشد.

## پیش‌آگهی
پیش آگهی بیماری بستگی به وجود و فراوانی سلول‌های غده‌ای دارد. اگر محدوده تومور به مقدار کافی مشخص باشد، نتیجهٔ نهایی بهتر است.

## همه‌گیرشناسی
بروز این سرطان را با درمان جایگزینی هورمون مرتبط دانسته‌اند. این خطر در زنان سفیدپوست بیشتر از سایر قومیت‌ها است.